# Borolia flabilis
Borolia flabilis är en fjärilsart som beskrevs av Augustus Radcliffe Grote 1881. Borolia flabilis ingår i släktet Borolia och familjen nattflyn. Inga underarter finns listade i Catalogue of Life.